# Clitiga montana
Clitiga montana är en stekelart som beskrevs av Heinrich 1965. Clitiga montana ingår i släktet Clitiga och familjen brokparasitsteklar. Inga underarter finns listade i Catalogue of Life.